# Емстек
Емстек (њем. Emstek) општина је у њемачкој савезној држави Доња Саксонија. Једно је од 13 општинских средишта округа Клопенбург. Према процјени из 2010. у општини је живјело 11.343 становника. Посједује регионалну шифру (AGS) 3453005.

## Географски и демографски подаци
Емстек се налази у савезној држави Доња Саксонија у округу Клопенбург. Општина се налази на надморској висини од 54 метра. Површина општине износи 108,1 km². У самом мјесту је, према процјени из 2010. године, живјело 11.343 становника. Просјечна густина становништва износи 105 становника/km².